# Paamiut Airport
Paamiut Airport (Grönländska: Mittarfik Paamiut). Danska: Paamiut Lufthavn) är en flygplats i Grönland (Kungariket Danmark). Den ligger i den södra delen av Grönland, 260 km söder om huvudstaden Nuuk.
Närmaste större samhälle är Paamiut, 2,1 km söder om Paamiut Airport. Flygplatsen har en mycket kort landningsbana liknande flera andra på Grönland. Det går inrikes flygningar med propellerflygplan.

## Topografi
Terrängen runt Paamiut Airport är platt åt sydväst, men åt nordost är den kuperad. Havet är nära Paamiut Airport västerut.